# Плющ Тамара Миколаївна
С́итник (Плющ) Тама́ра Микол́аївна (нар. 19 серпня 1949, Кам'янець-Подільський) — професор кафедри методики музичного виховання, вокалу та хорового диригування Кам'янець-Подільського національного університету імені Івана Огієнка; заслужений працівник культури України.

## Творча діяльність
Перші кроки у творчому шляху Т. М. Плющ було зроблено у дитячій музичній школі, у міському Палаці піонерів у вокальному ансамблі. Після закінчення школи навчалась у хоровій студії при Державному заслуженому академічному українському народному хорі ім. Г. Г. Верьовки. Два роки навчаючись в студії і працюючи солісткою хору ім. Г.Верьовки, Тамара Миколаївна набувала нового досвіду професійного співу, навчалася акторській майстерності, гастролювала у Канаді, Кореї, Японії, Чехословаччині.
У 1968 р. вступила до Кам'янець-Подільського педінституту на музично-педагогічний факультет.
У 1972 році посіла перше місце на Всесоюзному телевізійному конкурсі «Алло, ми шукаємо таланти». На той час уже працювала викладачем музично-педагогічного факультету педагогічного університету.
У 1985 році їй присвоєно почесне звання «Заслужений працівник культури України», у 1995 — вчене звання доцента.
У 2001 році нагороджена головною відзнакою м. Кам'янець-Подільського — «Честь і шана». У 2012 році присвоєно звання «Почесний громадянин міста Кам'янець-Подільського».

## Відзнаки
Лауреат всеукраїнських і міжнародних мистецьких конкурсів і фестивалів «Алло, ми шукаємо таланти», «Золоті трембіти», «Доля», «Мелодія двох сердець», «Inzadafest» та ін. Учасник всесоюзних і всеукраїнських телевізійних програм «Сонячні кларнети», «Ширше коло», «Золота ліра», «Заспіваймо, друзі», «Сяйво». Вшанована відзнаками міської ради «Честь і шана», «Почесний громадянин міста Кам'янця-Подільського», «За заслуги перед міською громадою».